# Sophie Dahl
Sophie Dahl, född 15 september 1977 i London, Storbritannien, är en engelsk fotomodell och författare. Hon är dotter till Tessa Dahl (dotter till författaren Roald Dahl och Patricia Neal) och skådespelaren Julian Holloway (son till skådespelaren Stanley Holloway).
Sophie Dahl upptäcktes vid arton års ålder på en gata i London av Isabella Blow. Med sina yppigt fylliga former blev hon känd som plusstorleksmodell och har bland annat medverkat i reklamkampanjer för H&M och Yves Saint Laurent, varav den sistnämnda reklamen för parfymen "Opium" blev mycket omtalad. I Storbritannien drogs YSL:s parfymreklam år 2001 tillbaka efter ett stort antal anmälningar till ASA (motsvarigheten till svenska Reklamombudsmannen).

## Översättning till svenska
- Leka bland vuxna (Playing with the grown-ups) (översättning Lina Erkelius, Damm, 2008)